# Константиновское (Московская область)
Константиновское — село в городском округе Ступино Московской области.

## Население
| 2002 | 2006 | 2010 |
| ---- | ---- | ---- |
| 238  | ↘206 | ↘194 |

По данным на 2006 год, доля русского населения в селе составляла 88%.
Константиновское расположено на северо-западе района, в 2 км севернее пгт Михнево, высота центра села над уровнем моря — 186 м.
На 2016 год Константиновское, фактически, крупный дачный посёлок — при 194 жителях в селе 9 улиц, 3 переулка, 13 проездов, тупик и 18 садовых товариществ, связано автобусным сообщением с соседними населёнными пунктами. Впервые в исторических документах селение упоминается в 1577 году, уже как село Констянтиновское Коверино. В XX веке часть крестьян из этого населённого пункта переселилось в отдельное селение — «Константиновские хутора», позже — Константиновское. Под конец 10-х годов XX века в село стали массово переезжать украинцы, преимущественно из Винницкой и Житомирской областей. В период 1953-1954 годов образовывал Кишкинский сельсовет.В Константиновском до 2023 года действовал клуб с библиотекой, есть продуктовые магазины, кафе. 